# Шилово (Лебане)
Шилово је насеље у Србији у општини Лебане у Јабланичком округу. Према попису из 2022. било је 308 становника.

## Географски положај
Шилово се налази у југоисточном делу Србије. Налази се на надморској висини од око 300 м. Насеље је смештено у долини реке Јабланице која у даљем току пролази кроз Лебане и наставља кроз Лесковачко поље. Река Јабланица позната као највећа сушица у Србији. Шилово се налази на магистралном путу Лесковац—Приштина, 5 км југозападно од Лебана који је центар општине и 26 км југозападно од Лесковца кој је средиште Јабланичког управног округа. Од Ниша је удаљено 70 км, од престонице Београда 185 км, од Приштине 75 км.

## Демографија
У насељу Шилово живи 425 пунолетних становника, а просечна старост становништва износи 45,4 година (42,8 код мушкараца и 48,2 код жена). У насељу има 164 домаћинства, а просечан број чланова по домаћинству је 3,18.
Ово насеље је у потпуности насељено Србима (према попису из 2002. године), а у последња три пописа, примећен је пад у броју становника.
|  |

| Демографија | Демографија | Демографија |
| Година      | Становника  | Становника  |
| ----------- | ----------- | ----------- |
| 1948.       | 1.024       |             |
| 1953.       | 1.105       |             |
| 1961.       | 1.064       |             |
| 1971.       | 933         |             |
| 1981.       | 776         |             |
| 1991.       | 650         | 641         |
| 2002.       | 521         | 529         |
| 2011.       | 413         |             |
| 2022.       | 308         |             |

| Година пописа     | 1948. | 1953. | 1961. | 1971. | 1981. | 1991. | 2002. |
| ----------------- | ----- | ----- | ----- | ----- | ----- | ----- | ----- |
| Број домаћинстава | 155   | 172   | 192   | 213   | 203   | 193   | 164   |

| Број чланова      | 1  | 2  | 3  | 4  | 5  | 6  | 7 | 8 | 9 | 10 и више | Просек |
| ----------------- | -- | -- | -- | -- | -- | -- | - | - | - | --------- | ------ |
| Број домаћинстава | 28 | 52 | 24 | 18 | 14 | 21 | 7 | 0 | 0 | 0         | 3,18   |

| Пол    | Укупно | Неожењен/Неудата | Ожењен/Удата | Удовац/Удовица | Разведен/Разведена | Непознато |
| ------ | ------ | ---------------- | ------------ | -------------- | ------------------ | --------- |
| Мушки  | 221    | 44               | 148          | 24             | 5                  | 0         |
| Женски | 219    | 14               | 150          | 53             | 2                  | 0         |
| УКУПНО | 440    | 58               | 298          | 77             | 7                  | 0         |

| Пол    | Укупно                    | Пољопривреда, лов и шумарство | Рибарство                            | Вађење руде и камена | Прерађивачка индустрија       |
| ------ | ------------------------- | ----------------------------- | ------------------------------------ | -------------------- | ----------------------------- |
| Мушки  | 148                       | 86                            | 0                                    | 0                    | 27                            |
| Женски | 146                       | 128                           | 0                                    | 0                    | 8                             |
| УКУПНО | 294                       | 214                           | 0                                    | 0                    | 35                            |
| Пол    | Производња и снабдевање   | Грађевинарство                | Трговина                             | Хотели и ресторани   | Саобраћај, складиштење и везе |
| Мушки  | 4                         | 16                            | 4                                    | 1                    | 2                             |
| Женски | 0                         | 0                             | 3                                    | 2                    | 0                             |
| УКУПНО | 4                         | 16                            | 7                                    | 3                    | 2                             |
| Пол    | Финансијско посредовање   | Некретнине                    | Државна управа и одбрана             | Образовање           | Здравствени и социјални рад   |
| Мушки  | 1                         | 0                             | 0                                    | 3                    | 0                             |
| Женски | 0                         | 0                             | 3                                    | 1                    | 1                             |
| УКУПНО | 1                         | 0                             | 3                                    | 4                    | 1                             |
| Пол    | Остале услужне активности | Приватна домаћинства          | Екстериторијалне организације и тела | Непознато            | Непознато                     |
| Мушки  | 3                         | 0                             | 0                                    | 1                    | 1                             |
| Женски | 0                         | 0                             | 0                                    | 0                    | 0                             |
| УКУПНО | 3                         | 0                             | 0                                    | 1                    | 1                             |

| Етнички састав према попису из 2002.‍ | Етнички састав према попису из 2002.‍ | Етнички састав према попису из 2002.‍ | Етнички састав према попису из 2002.‍ | Етнички састав према попису из 2002.‍ |
| ------------------------------------ | ------------------------------------ | ------------------------------------ | ------------------------------------ | ------------------------------------ |
|                                      |                                      |                                      |                                      |                                      |
| Срби                                 | Срби                                 |                                      | 521                                  | 100,0%                               |

| Етнички састав према попису из 2022.‍ | Етнички састав према попису из 2022.‍ | Етнички састав према попису из 2022.‍ | Етнички састав према попису из 2022.‍ | Етнички састав према попису из 2022.‍ |
| ------------------------------------ | ------------------------------------ | ------------------------------------ | ------------------------------------ | ------------------------------------ |
|                                      |                                      |                                      |                                      |                                      |
| Срби                                 | Срби                                 |                                      | 47                                   | 15,3%                                |
| непознато                            | непознато                            |                                      | 261                                  | 84,7%                                |